# Plaza Singapura
Plaza Singapura est un centre commercial de Singapour comprenant une grande surface sous enseigne Cold Storage.